# Los TNT
Los TNT fueron un trío vocal-instrumental uruguayo de rock and roll, popular en los años 1950 y 1960. Fue uno de los primeros antecedentes del rock latino y uno de los primeros grupos en cantar rock en español, así como en obtener fama internacional.
Estaba integrado por tres hermanos italouruguayos cuyas iniciales se correspondían con el nombre de la banda: Tony Croatto, Nelly Croatto y Tim Croatto. En 1960 grabaron en Argentina su primer simple con RCA Víctor («Eso») que se transformó en un éxito internacional resonante, el primero de la entonces llamada Nueva Ola. A partir de 1962 se radicaron en España, donde no lograron el éxito alcanzado en América. En España fueron conocidos por temas como «Eso», «Triana morena», «Caracola», «Luna de miel» o «Siete besitos».
En 1964 representaron a España en Eurovisión con «Caracola», una canción compuesta por Fina de Calderón e interpretada en español por Los TNT. Se lanzó como sencillo en 1964 mediante Belter. Fue elegida para representar a España en el Festival de la Canción de Eurovisión de 1964 tras ganar la final nacional española, Gran parada, en 1964.
En 1966 se separaron.

## Biografía
Los tres hermanos eran:
- Edelweiss «Tim» Croatto (nacido en 1936),
- Hermes David Faustino «Tony» Croatto (nacido el 2 de marzo de 1939, aunque él solía decir que en 1940), y
- Argentina G. «Nelly» Croatto (nacida en 1941).

Nacieron en Attimis, en la provincia de Udine (Véneto), en el extremo noreste de Italia, a 10 km de la frontera con Eslovenia. En 1946 emigraron con sus padres a Uruguay a causa de la pobreza de la posguerra. Se radicaron en la localidad de La Paz (departamento de Canelones), donde el padre y luego sus dos hijos varones trabajaron como carpinteros.
En 1953 los tres hermanos formaron el grupo Los TNT (acrónimo formado por las siglas de sus sobrenombres), inspirándose en el naciente rock-pop italiano.
En 1959 se trasladaron a Buenos Aires (Argentina), comenzando a cantar en Radio Splendid.
En 1960 la empresa discográfica RCA Victor de Argentina los contrató dentro de su ciclo de grabaciones y recitales denominados La Nueva Ola, y graban su primer simple, «Eso», de los hermanos Virgilio y Homero Expósito. El tema se convirtió en un hit extraordinario en toda América Latina, el primero de La Nueva Ola (que luego evolucionaría hacia el Club del Clan).
En diciembre de 1960 grabaron su primer álbum, Los fabulosos TNT (Vik LZ-1044), incluyendo «Eso» y otros nuevos éxitos como «A Buenos Aires», «Canción de amor», «Dos caras tiene la Luna», «Es», «Noche azul» y «Préndete de una estrella fugaz».
En 1961 realizaron su primera gira por Chile, Perú, Colombia y Venezuela y al regreso a Buenos Aires grabaron su segundo álbum, La gira triunfal por Latinoamérica de Los TNT (Vik-489), incluyendo temas que fueron todos éxitos como «Algo ha cambiado», «Chicas», «Hombre y mujer», «La espumita», «La historia de Kit Carson», «Moliendo café», «No lo ves» y «Vuelve, primavera».
Participaron en la película mexicana Fiebre de juventud (protagonizada por el actor Enrique Guzmán.
En 1962 se desvincularon de RCA Victor en Argentina y firmaron con la española Belter, con la que grabarían sus siguientes siete álbumes, radicándose en Madrid (España), aunque sin lograr igualar el éxito obtenido en América Latina.
En 1964 representaron a España en el Festival de la Canción de Eurovisión (que ganaría la italiana Gigliola Cinquetti) con el tema «Caracola», pero solo obtuvieron la posición 12. El reglamento del festival en aquel de entonces, que sólo permitía solistas y dúos, les obligó a acudir como la solista Nelly acompañada del coro formado por Tim y Tony.
Durante la actuación de Dinamarca en Copenhague, un hombre apareció en el escenario con una bandera en la que se podía leer «Boicot a Franco y Salazar». Mientras esto sucedía, la cámara dirigió su objetivo al tablero de votaciones para evitar que dicha imagen se viera en toda Europa. Desde entonces, en la España franquista los eventos internacionales fueron emitidos con unos segundos de retraso. No existen imágenes de aquel hecho pues un incendio años más tarde en la televisión danesa destruyó las cintas, algo que nunca ha ocurrido con otro festival. En cambio, sí se conserva el audio íntegro.
En 1965 volvieron a grabar un simple con RCA Victor de Argentina, con los temas «Llévame, llévame» y «Yo no me marcho de aquí», que volvieron a convertirse en éxitos. Ese mismo año participaron en la película Nacidos para cantar, una coproducción argentino-mexicana.
En 1966, Tim decidió separarse del grupo, para radicarse en Argentina y dedicarse a la producción artística. Allí fundó los hoy míticos estudios TNT, donde grabaron, entre otras bandas importantes del rock en español, Almendra, Los Gatos, Manal y Vox Dei.

## Trayectorias post Los TNT

### Nelly y Tony Croatto
Nelly y Tony Croatto siguieron actuando como el dúo Los Vénetos (debido a que habían nacido en la región del Véneto, en Italia). Luego viajaron a Venezuela, contratados por la empresa Venevisión, y se llamaron el dúo Nelly & Tony, alcanzando un gran éxito en toda América Latina y entre el público latino de Estados Unidos. Tony contrajo matrimonio con la actriz argentina Raquel Montero (seudónimo de Raquel Elvira Montiel). Tuvieron dos hijos: Alejandro y Mara.
En junio de 1968, el dúo viajó a Puerto Rico, contratados por el productor Paquito Cordero para trabajar en la sección «Canta la juventud» del programa de televisión El show de las 12 (de lunes a viernes de 12:15 a 12:30), emitido por Telemundo / Canal 2. Era la versión que el empresario Alfred D. Herger del programa argentino El Club del Clan. Tuvieron un inmenso éxito. Al mismo tiempo, Paquito Cordero los contrató para la discográfica Hit Parade y les hizo trabajar en fiestas y teatros hispanos (en Nueva York y ciudades aledañas).
Nelly & Tony iniciaban sus actuaciones con la canción «Azúcar» y terminaban con «Hermanos, hermanos» (su canción más reconocida en esa época). El dúo Nelly & Tony no alcanzó la trascendencia internacional del trío Los TNT. En 1974, Nelly se casó con un médico y disolvió el dúo.

### Tony Croatto
Tony Croatto siguió una muy exitosa carrera profesional en Puerto Rico, hasta su muerte en 2005. En 1969, la esposa de Tony se reunió con su esposo en San Juan (Puerto Rico) después de nacer su segunda hija Mara (nacida en Caracas, el 2 de febrero de 1969; que en la actualidad es una conocida actriz de telenovelas).
Tony formó el grupo Haciendo Punto En Otro Son. Trabajó en televisión, como anfitrión de Tony Croatto y su pueblo y en otros programas. En 1976 se casó en segundas nupcias con la cantante pop Glorivee, con quien tuvo a su tercer hijo Hermes Jr. En 1997 se separó de Glorivée y se casó con Lillian Arroyo, quien lo acompañaría hasta su muerte. En 2004 contrajo un cáncer pulmonar, que se extendió al cerebro.
El 2 de abril de 2005, los músicos de Haciendo Punto En Otro Son, junto con Chucho Avellanet, Zoraida Santiago, Rucco Gandía, Tito Auger, el cuatrista Quique Domenech y Ángel David Mattos, presentaron un espectáculo en homenaje a Tony, en el anfiteatro Tito Puente, para colaborar a su sostén económico. Al terminar el espectáculo fueron a visitarlo. Falleció al día siguiente, en la madrugada del 3 de abril de 2005.

## Discografía
- Los fabulosos TNT (RCA Victor, 1960)
- La gira triunfal por Latinoamérica de Los TNT (RCA Victor, 1961)
- Los TNT (Belter)
- Caracola (EP, Belter, 1964)
- Els T.N.T. canten el Nadal (Belter, 1964)
- Los T.N.T. en España (RCA Victor 3-20402)